# 舒拉
舒拉（阿拉伯语：‎ shūrā）是穆斯林社會中的一種協商方式。古兰经中就已提到鼓励穆斯林通過相互协商的方式來進行決策。不同學者們對舒拉的具體含義有不同的理解。